# Johannes Koren
Johannes Koren (* 1. Mai 1939 in Graz) ist ein österreichischer Journalist.

## Leben
Johannes Koren wurde als Sohn des Volkskundlers und späteren Politikers Hanns Koren geboren. Er maturierte 1957 am zweiten Bundesgymnasium in Graz, studierte an der Universität Graz und promovierte 1962 zu den Rechtswissenschaften. Während seines Studiums war er Mandatar der Österreichischen Hochschülerschaft und gab als Chefredakteur die erste Universitätszeitung „impuls“ heraus.
1963 wurde er Journalist bei der Südost-Tagespost. Ab Anfang 1965 arbeitete er in der Presseabteilung der Handelskammer/Wirtschaftskammer Österreich in Graz und wurde dort bald der Leiter der Abteilung und blieb bis zu seiner Pensionierung 1999.
Von 1978 bis 1995 war Johannes Koren Kulturberater zur Kulturpolitik des Landes Steiermark, dabei war er Generalsekretär des Österreichischen Kulturgesprächs als Dialogforum. In Graz wirkte er als Kurator am Universalmuseum Joanneum, als Vorstandsmitglied des Vereins Freunde der Neuen Galerie Graz sowie im Verein zur Erneuerung und Erhaltung vom Grazer Kalvarienberg.

## Anerkennungen
- 1964 Österreichischer Staatspreis für journalistische Leistungen im Interesse der Jugend
- 1995 Erzherzog-Johann-Medaille
- 1999 Ehrenring der theologischen Fakultät der Universität Graz
- 2001 Bürger der Stadt Graz[1]
- 2004 Berufstitel Professor[2]
- 2004 Josef-Krainer-Preis für Publizistik

## Publikationen
- mit Manfred Ebner: Österreich auf einem Weg. Handelskammern und Sozialpartnerschaft im Wandel der Zeiten. Stocker, Graz Stuttgart 1974, ISBN 978-3-7020-0199-5.
- Graz. Funkelnder Talisman. Eine Stadt erzählt. Band 7. Zsolnay, Wien Hamburg 1977, ISBN 978-3-552-02914-9.
- Graz 1978. Verlag für Sammler, Graz 1978, ISBN 978-3-85365-041-7.
- mit Kurt Roth: Graz und Umgebung. Pinguin-Verlag, Innsbruck 1982, ISBN 978-3-7016-2114-9.
- Steiermark. Bildband, Fotos von Kurt Roth ..., Zeichnungen von Albert Ecker, Pinguin-Verlag Innsbruck, Umschau-Verlag Frankfurt am Main, 1984, ISBN 978-3-7016-2169-9.
- Steiermark, Graz. Fotos von Thomas Peter Widmann, HB-Bildatlas Band 66, Hamburg 1987, ISBN 978-3-616-06066-8.
- mit Franz Attems: Kirchen und Stifte der Steiermark. Fotos von Lothar Beckel, Hannes Bohaumilitzke, Hans Bohaumilitzky, Harald Koren, Herbert Pirker, Kurt Remling und Kurt Roth, Pinguin-Verlag, Innsbruck 1988, ISBN 3-7016-2296-5.
- Österreich aus der Luft. Fotos von Lothar Beckel, Pinguin-Verlag, Innsbruck 1989, ISBN 978-3-7016-2321-1.
- Graz erzählt. Styria, Graz Wien Köln 1990, ISBN 978-3-222-11947-7.
- Österreich im Licht der Jahreszeiten. Bildband, Fotos von Hella Pflanzer, Essay von Johannes Koren, Pinguin-Verlag Innsbruck, Umschau-Verlag Frankfurt am Main, 1991, ISBN 978-3-7016-2350-1.
- mit Franz Attems: Schutzheilige Österreichs als Bewahrer und Helfer. Ihr Leben, ihre Patronate und Attribute. Pinguin-Verlag, Innsbruck 1992, ISBN 978-3-7016-2391-4.
- Graz. Rendezvous mit einer Stadt. Bildband, Fotos von Christian Jungwirth, Leykam Buchverlag, Graz 1993, ISBN 978-3-7011-7278-8.
- Faszination Steiermark. Bildband, Fotos von Hella Pflanzer, Pinguin-Verlag, Innsbruck 1994, ISBN 978-3-7016-2425-6.
- mit Heinz A. Pachernegg: Der steirische Wald. Styrian woods. Bildband, Leykam Buchverlag, Graz 1995, ISBN 978-3-7011-7319-8.
- mit Ferdinand Neumüller: Die Mur. Lebensweg eines Flusses. Bildband, Steirische Verlagsgesellschaft, Graz 1999, ISBN 978-3-85489-016-4.
- mit Hanns Koren: Weiß-grüne Randnotizen. Streifzüge durch fünfzig Jahre steirische Geschichte. Aufsatzsammlung Geschichte 1948–1998, Steirische Verlagsgesellschaft, Graz 1999, ISBN 978-3-85489-005-8.
- Skizze von Graz. Satiren, Pamphlete, Phantasien, Betrachtungen. Steirische Verlagsgesellschaft, Graz 2001, ISBN 978-3-85489-030-0.
- Unbekanntes Graz. Ein etwas anderer Stadtführer. Steirische Verlagsgesellschaft, Graz 2003 3. Auflage, ISBN 978-3-85489-079-9.
- Begegnungen. Momentaufnahmen aus 65 Jahren. Autobiografie, Steirische Verlagsgesellschaft, Graz 2004, ISBN 978-3-85489-109-3.
- Die Steiermark. Land der Vielfalt. Bildband, Fotos Maxum-Bildagentur, Steirische Verlagsgesellschaft, Graz 2005, ISBN 978-3-85489-125-3.
- Der Grazer Schloßberg und seine Geheimnisse. Expeditionen auf, in und um den Berg. Steirische Verlagsgesellschaft, Graz 2008, ISBN 978-3-85489-150-5.
- Steiermark. Bildband, Fotos von Christian Jungwirth, Leykam, Steirische Verlagsgesellschaft, Graz 2016, ISBN 978-3-85489-184-0.
- Persönliche Lebensfäden. Gedanken zu Aktuellem und Vergangenem. Leykam Buchverlag, Graz 2019, ISBN 978-3-7011-8126-1.

Herausgeberschaft
- Porträt Steiermark. Land der Vielfalt und der Gegensätze. Büchel-Dr., Oberriet/SG 1976, 62 Seiten.
- Erzherzog Johann und die Steiermark. Aufsatzsammlung, Styria, Graz Wien Köln 1995, ISBN 978-3-222-12363-4.

## Videos
- ORF 1. Mai 2009: 70. Geburtstag von Johannes Koren